# 浙江省高级人民法院
浙江省高级人民法院，简称浙江高法、浙江高院，是中華人民共和國浙江省的高级人民法院。

## 机构设置
- 审判委员会

### 内设机构
- 刑事审判第一庭
- 刑事审判第二庭
- 刑事审判第三庭
- 民事审判第一庭
- 民事审判第二庭
- 民事审判第三庭
- 民事审判第四庭
- 立案一庭
- 立案二庭
- 审判监督庭
- 行政审判庭
- 执行庭
- 办公室
- 监察室
- 组织人事处
- 法官管理处
- 教育培训处
- 老干部处
- 执行综合处
- 执行实施处
- 执行监督处
- 研究室
- 司法警察总队
- 司法技术鉴定处
- 司法行政装备管理处
- 机关党委
- 纪检组
- 政治部
- 执行局

### 事业单位
- 浙江法官进修学院

## 历任领导
院长
- 应勇（2005年12月—2007年12月）
- 齐奇（2007年12月—2016年1月）
- 陈国猛（2016年1月—2018年1月）
- 李占国（2018年1月—）

副院长
- 張宏偉 (1967年) （2023年3月至2025年1月）党组副书记、常务副院长(正厅长级)
- 陈志君（2025年4月—）党组副书记、常务副院长(正厅长级)

## 知名案例
- 2010年11月，浙江省高级人民法院对浙江省高级人民法院立案第一庭原副庭长潘华山故意杀人案作出二审判决，裁定驳回潘华山上诉，维持原判。同年11月25日，潘华山被执行死刑。
- 2002年7月22日，曾以1380万元拍得天安门两只宫灯而名噪一时、案发后又被国内媒体称为“金融大鳄”的原宁波市国际信托投资公司江东营业部主任吴彪，终审被浙江省高级人民法院以贪污罪、玩忽职守罪、挪用公款罪、受贿罪、单位行贿罪数罪并罚，判处死刑，缓期两年执行。一审时，吴彪被绍兴市中级人民法院认定实施了贪污罪、受贿罪等六项犯罪，决定执行死刑，吴彪不服提起上诉。省高院审理后认为根据该项犯罪的具体情节，吴彪尚不属必须立即执行死刑的罪犯。
- 2003年6月17日，浙江省高级人民法院裁定驳回原温州鹿城区委常委、温州市公安局鹿城区分局局长王天义的上诉，维持以受贿罪判处其死刑的判决。2004年8月26日，最高人民法院裁定不予核准浙江省高院的二审判决，改判王天义死缓。
- 2018年6月4日，浙江省高级人民法院驳回杭州蓝色钱江纵火案被告人莫焕晶的上诉，维持以放火罪、盗窃罪判处的死刑判决。

## 对应中级人民法院/海事法院
- 浙江省杭州市中级人民法院
- 浙江省宁波市中级人民法院
- 浙江省温州市中级人民法院
- 浙江省嘉兴市中级人民法院
- 浙江省湖州市中级人民法院
- 浙江省绍兴市中级人民法院
- 浙江省金华市中级人民法院
- 浙江省衢州市中级人民法院
- 浙江省舟山市中级人民法院
- 浙江省丽水市中级人民法院
- 浙江省台州市中级人民法院
- 中华人民共和国宁波海事法院